# クトゥブッディーン・ハーン・コーカ
クトゥブッディーン・ハーン・コーカ（Qutb-ud-Din Khan Koka, 生年不詳 - 1607年5月20日）は、北インド、ムガル帝国のベンガル太守。クトゥブッディーン・コーカとも呼ばれる。

## 生涯
父はバダーウーンのシャイフザーダ、母はサリーム・チシュティーの娘であった。また、帝国の皇子サリーム（のちの皇帝ジャハーンギール）の乳兄弟であり、乳兄弟を意味する「コーカ」の称号を持った。
1606年9月2日、ジャハーンギールによりベンガル太守に任命される。だが、バルダマーンにいたシェール・アフガーン・ハーンはその権力に公然と反抗したため、両者は仲が悪くなっていった。
1607年5月20日、クトゥブッディーン・ハーンがシェール・アフガーン・ハーンのもとに赴いていさめようとした際、両者は口論となって、シェール・アフガーン・ハーンに剣で殺害されてしまった。シェール・アフガーン・ハーンもまた、その場にいた衛兵に殺人者として処刑された。